# Bán đảo Miura
Bán đảo Miura (三浦半島 (Tam Phổ bán đảo) Miura-hantō) là một bán đảo nằm tại tỉnh Kanagawa, Nhật Bản. Nó ở phía nam của Yokohama và Tokyo, phân chia vịnh Tokyo (ở phía đông) và vịnh Sagami (ở phía tây). Yokosuka, Miura, Hayama, Zushi và Kamakura là các thành phố, thị trấn thuộc bán đảo Miura.

Vị trí

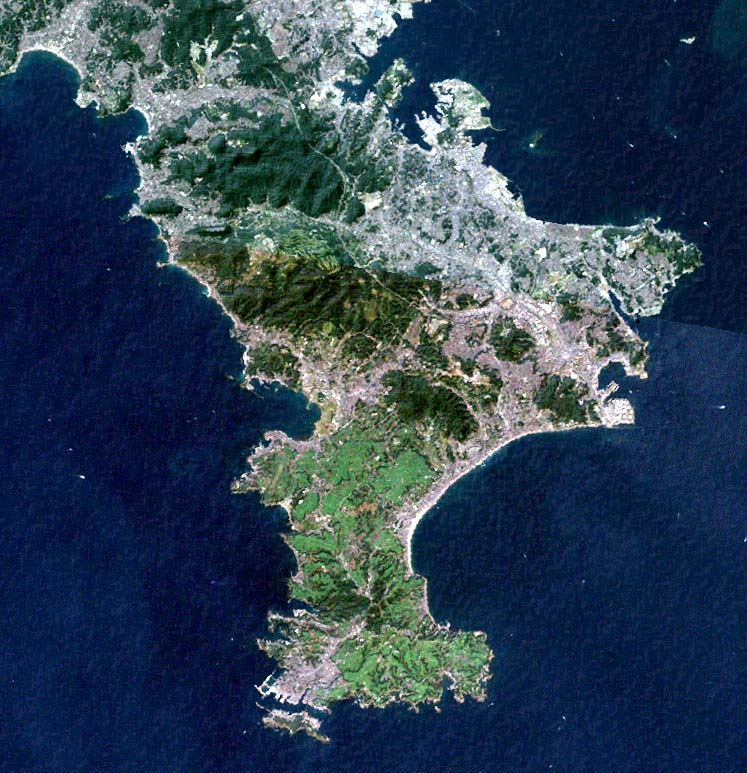
Hình ảnh có độ phân giải cao chụp từ tàu con thoi.

Nhiều người làm việc ở Tokyo cư ngụ tại bán đảo này và đây cũng là điểm du lịch ưa thích của người dân từ Tokyo. Bán đảo cũng có vị trí chiến lược quốc phòng: bờ tây của bán đảo có Học viện Quốc phòng Nhật Bản, phía đông là Căn cứ Không quân Yokosuka, cho cả Lực lượng Tự vệ Biển Nhật Bản và Đệ thất Hạm đội Hoa Kỳ.